# Підводний зір

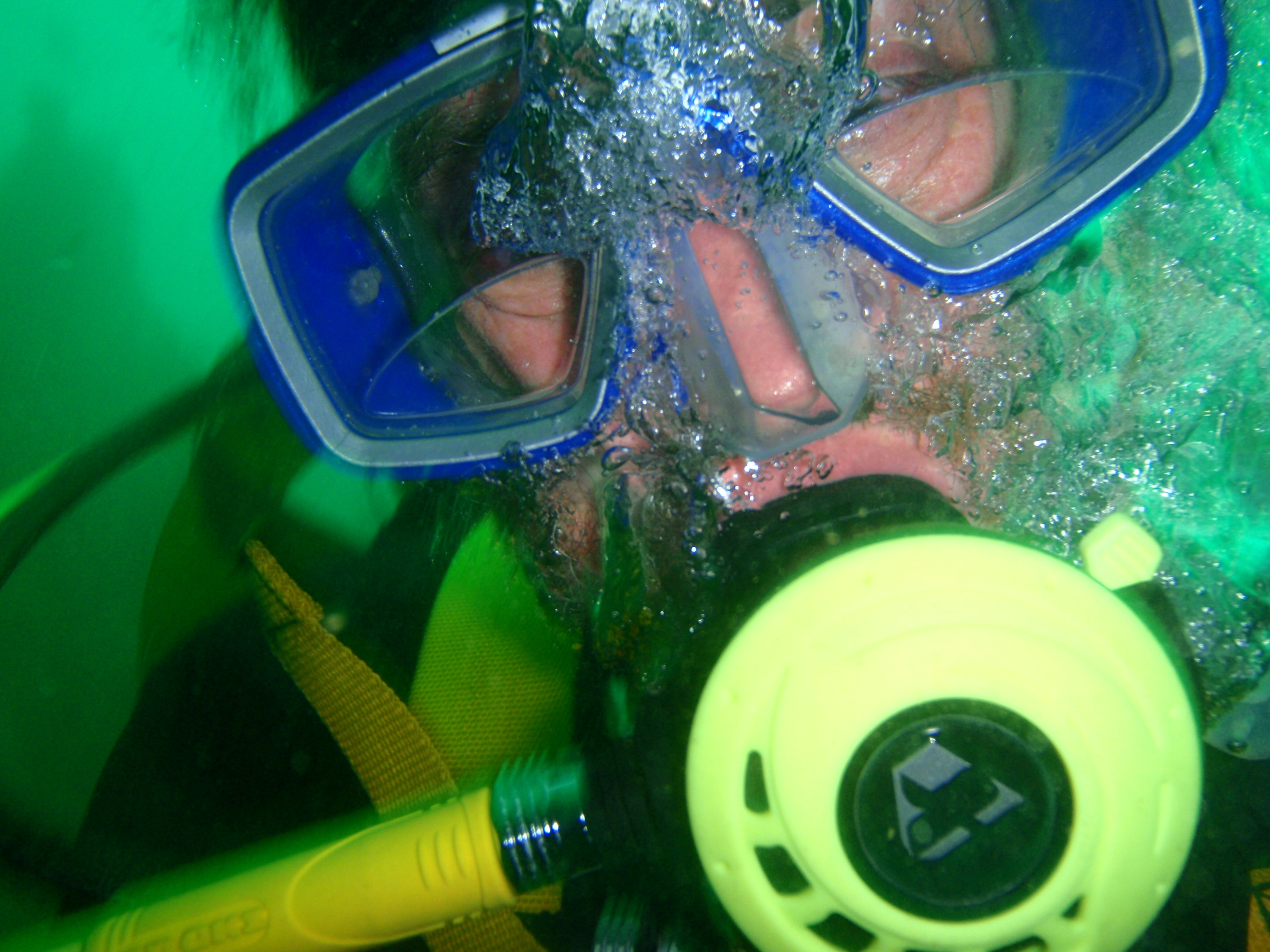
Аквалангіст з біфокальним об'єктивом, що закріплюється до маски

Промені світла заломлюються коли вони переходять із одного середовища до іншого; величина на яку промінь заломлюється визначається показником заломлення двох середовищ. Якщо одне з середовищ має особливу вигнуту форму, воно буде мати ефект лінзи. Око теж має форму лінзи, яке фокусує зображення на сітківку. Наші очі адаптовані дивитися в повітряному середовищі. Вода, однак, має приблизно той самий показник заломлення що і рогівка (приблизно 1.33), що значно обмежує властивості фокусування рогівки. Коли наші очі у воді, замість того щоб фокусувати зображення на сітківці, вони фокусують його значно позаду за сітківкою, і в результати ми бачимо дуже розмите зображення як при далекозорості.

## Фокус
Показник заломлення води значно відрізняється від повітряного, і він має вплив на фокусування ока у воді. Більшість тварин мають очі адаптовані або для того, щоб бачити в повітрі або у воді, і не мають нормальної можливості фокусувати зір в іншому середовищі.

### Риби
Лінзи кришталиків очей риб дуже опуклі, майже сферичні, і їх показник заломлення більший ніж в усіх тварин. Ці властивості надають їм можливість правильно фокусувати світлові промені й отримувати правильне зображення на сітківці. Такі опуклі лінзи отримали назву "риб'яче око" в фотографії.

### Люди

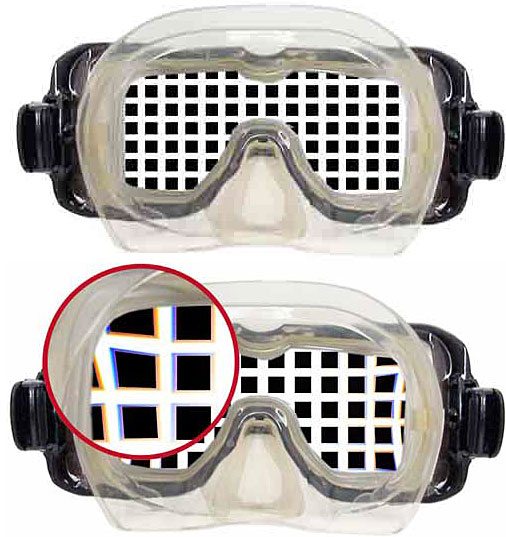
Вид через пласку маску, над і під водою

Одягаючи пласку підводну маску, люди можуть чітко бачити під водою. Плоске вікно підводної маски відділяють очі людини від води, утворюючи шар повітря. Промені світла потрапляючи з води на плоске паралельне вікно, яке змінює їх напрям мінімально при переході через матеріал самої поверхні. Але при переході цих променів через вікно у повітряний простір між оком людини і склом, заломлення світла буде помітним. Світло проходить той самий шлях і заломлюється тим самим способом, що і при спостереженні за рибою в акваріумі.
При пірнанні із підводною маскою або окулярами, об'єкти під водою будуть відображатися на 33% більшими (34% більшими у солоній воді) і на 25% ближчими ніж вони є насправді. Також помітними будуть викривлення і хроматична аберація.

## Сприйняття кольору

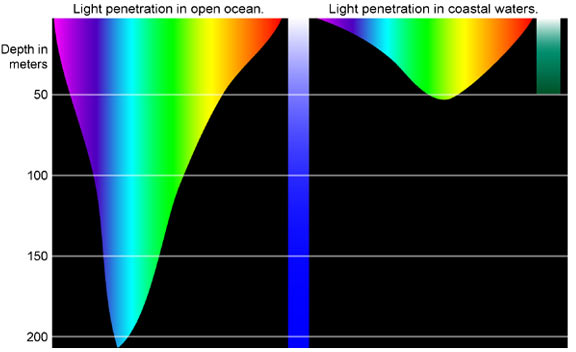
Порівняльний графік проникнення світла з різною довжиною хвиль у відкритому океані і прибережних водах

Вода поглинає світло і величина його згасання є функцією частоти. Іншими словами, коли світло проходить через воду на великі відстані різні кольори поглинаються водою не однаково. Поглинання кольору також залежить від каламутності води і складу розчинених речовин.
Вода переважно поглинає червоне світло, і меншою мірою поглинає жовте, зелене і фіолетове світло, тому колір, який менше за все поглинається водою це блакитний колір. Тверді частинки і розчинені речовини можуть поглинати світло різних частот, і це впливатиме на колір при зануренні на глибину, що зазвичай проявляється як зеленуватість берегової, і темно червоно-коричневий колір прісної води в річках і озерах через розчинену там органічну матерію. 
| Колір          | Середня довжина хвилі | Орієнтовна глибина повного поглинання |
| -------------- | --------------------- | ------------------------------------- |
| Ультрафіолет   | 300 нм                | 25 м                                  |
| Фіолет         | 400 нм                | 100 м                                 |
| Синій          | 475 нм                | 275 м                                 |
| Зелений        | 525 нм                | 110 м                                 |
| Жовтий         | 575 нм                | 50 м                                  |
| Помаранчевий   | 600 нм                | 20 м                                  |
| Червоний       | 685 нм                | 5 м                                   |
| Інфра-червоний | 800 нм                | 3 м                                   |

## Видимість
Видимість вимірюється дистанцією на якій можливо розгледіти об'єкт або світло. Теоретична видимість чорного тіла в прозорій воді, визначена на основі оптичних властивостей води для світлової хвилі 550 нм, становить 74 м 
Стандартним способом вимірювання підводної видимості є визначення дистанції, на якій можна розгледіти Диск Секкі. 
Дальність підводної видимості, як правило, обмежується мутністю води. В дуже чистій воді видимість може сягати приблизно 80м, а рекорд із диском Секкі в 79 м був зареєстрований у береговій ополонці на сході моря Ведделла в Антарктиці. В інших морських водах, глибина Секкі знаходиться в межах від 50 до 70 м при більшості вимірювань, включаючи заміри рекорду 1985 р, що становив 53 м Східних водах Тихого Океану і до 62 м в тропічній його частині. Такий рівень видимості важно знайти на поверхні прісної води. В озері Крейтер, Орегон, що завжди відмічалося своєю прозорістю, найбільша зареєстрована глибина видимості Секкі становила при 2 м диску 44 м.